# 難台山
難台山（なんだいさん）は、茨城県石岡市と笠間市の境に位置する標高553mの山である。

## 概要
筑波山地の北東部に連なる山列の中央に位置する山で、周辺の山とともに吾国・愛宕県立自然公園に指定されている。
山頂部は平らな広場となっており、小山若犬丸を祀る石祠と三等三角点（基準点名：難台）がある。方位・山名盤も設置されているが、周辺はシノダケと樹林に覆われており、冬枯れの時期以外は展望はあまりない。
北斜面の長沢地区にはスズランの群生地があり、例年5月上旬〜中旬に見ごろを迎える。標高100m程度の平地では南限の生育地とされており、笠間市では周辺約3,000平方メートルを「スズラン群生地」に指定し、保護している。

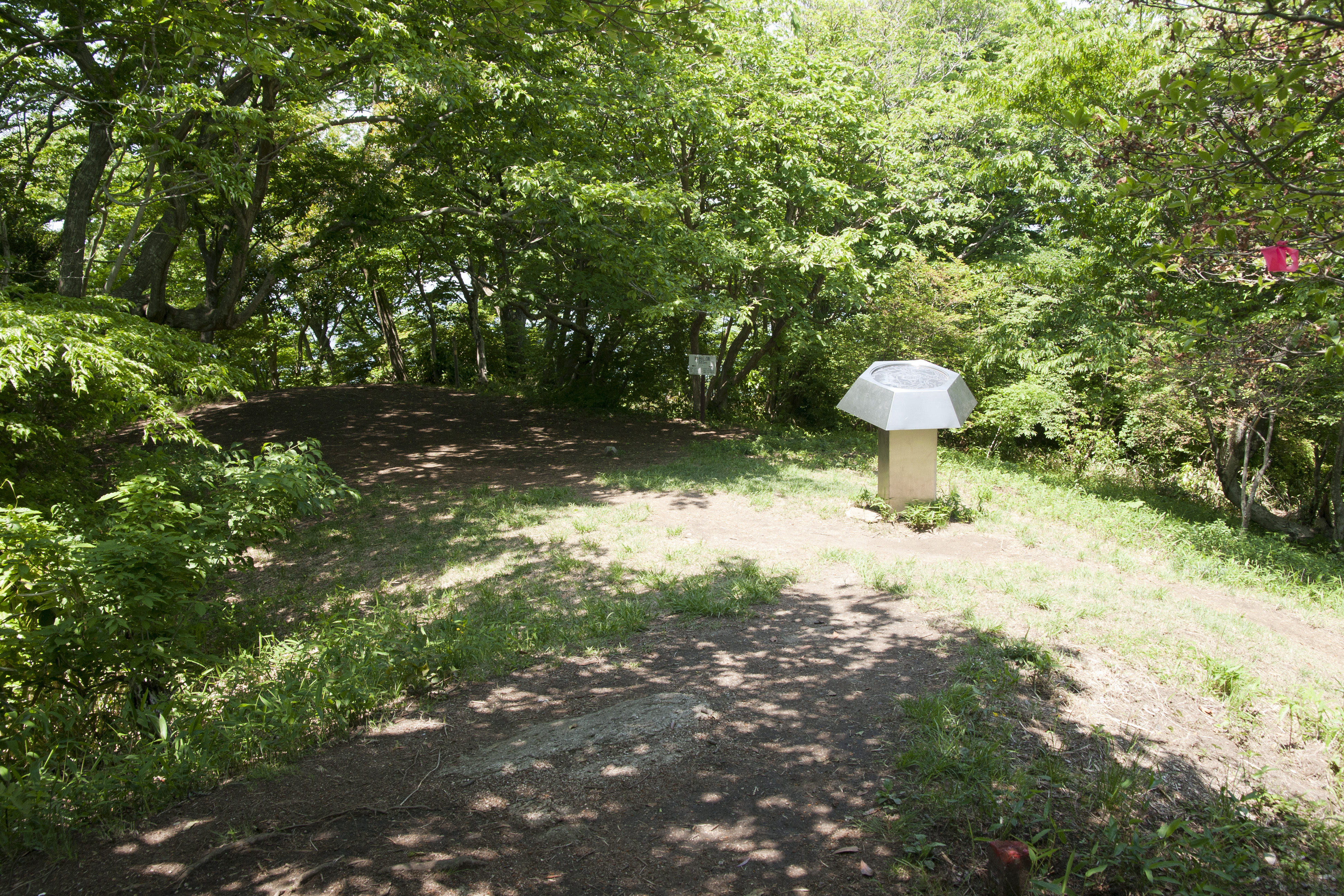
山頂部（2017年5月）
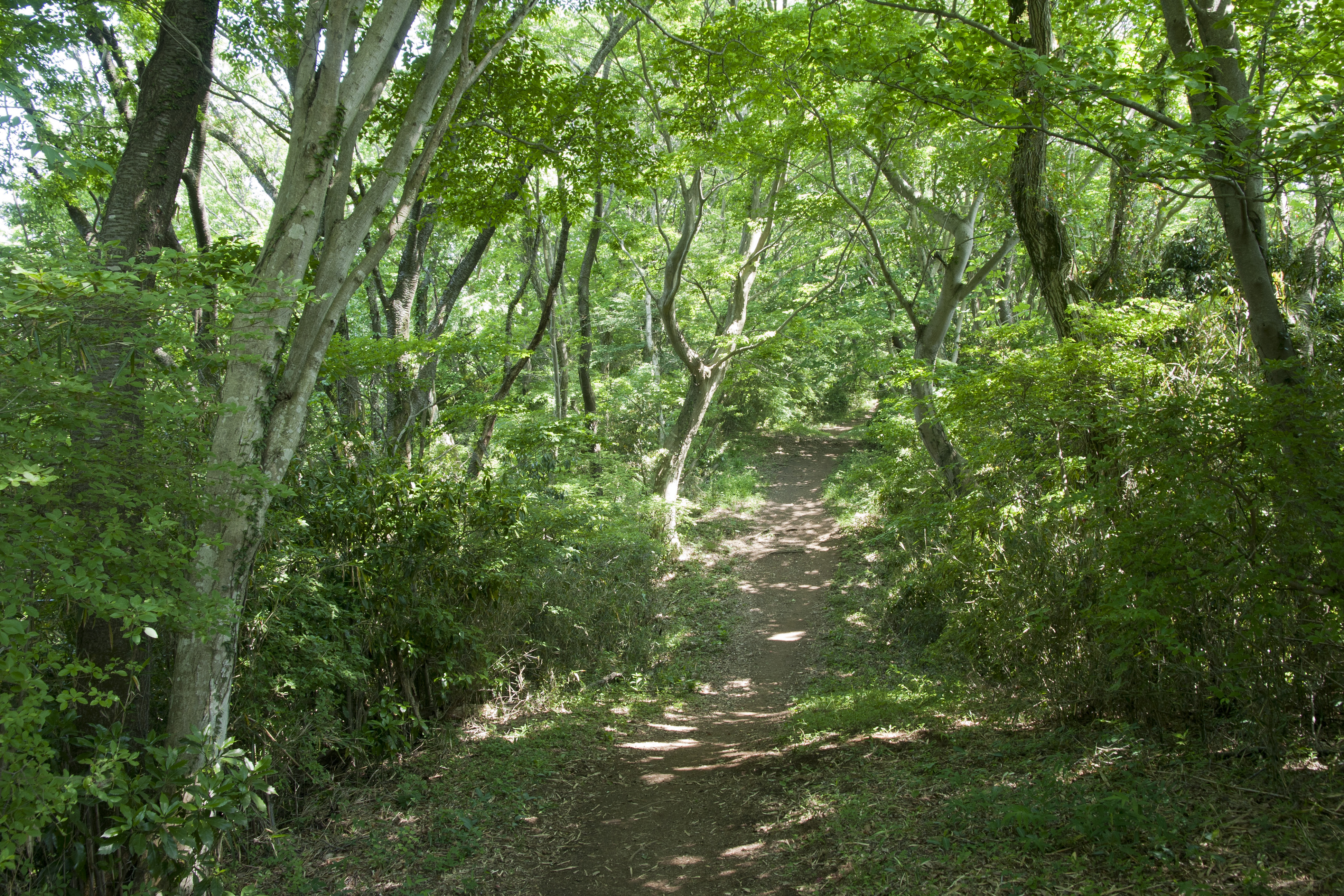
団子石峠-難台山の登山道
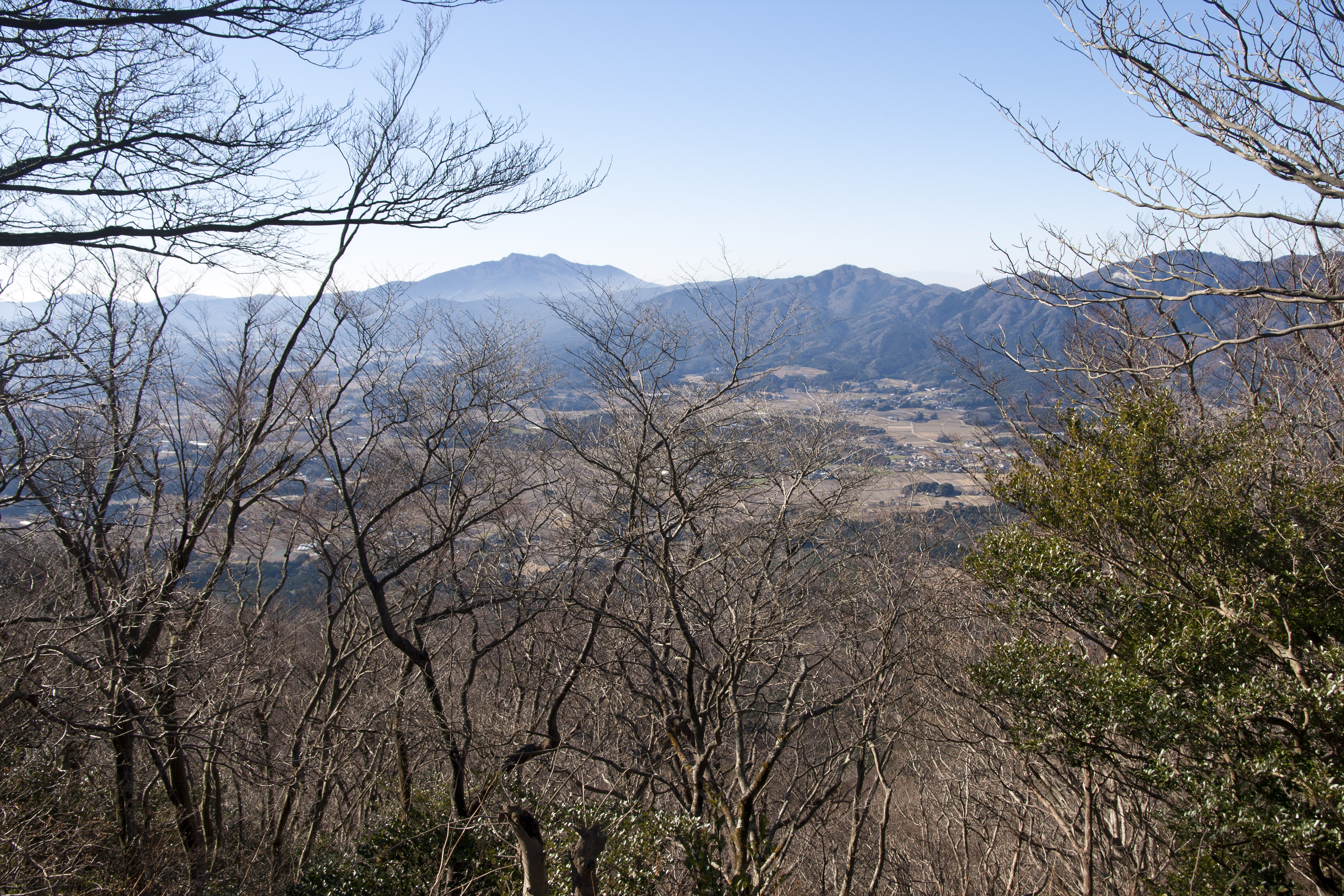
山頂より筑波山方面（2016年1月）

## 登山
北の道祖神峠、北東の長沢地区、南の団子石峠からなどの登山ルートがある。愛宕山から当山を経て吾国山へと縦走する登山道は、「吾国愛宕ハイキングコース」として整備されており、愛宕山へはJR常磐線岩間駅より、吾国山へはJR水戸線福原駅よりアクセス出来るため、駅から歩ける縦走路として人気がある。

## 周辺の山・峠
- 吾国山 (518m) - わがくにさん
- 道祖神峠 (310m) - どうろくじんとうげ
- 団子石峠 (298m)
- 愛宕山 (306m)